# Susanne Kirnbauer
Susanne Kirnbauer-Bundy (* 27. Juli 1942 in Wien als Susanne Kirnbauer) ist eine österreichische Balletttänzerin, Choreographin und Schauspielerin. Nach ihrem Karriereende als Aktive leitete sie unter anderem das Ballett der Volksoper Wien und arbeitete als freischaffende Choreographin, Schauspielerin und Autorin.

## Leben und Wirken
Susanne Kirnbauer wurde am 27. Juli 1942 in Wien geboren und stand bereits im Alter von acht Jahren auf der Bühne. Ihr Wunsch, Tänzerin zu werden, wurde durch die vier Schwestern ihrer Mutter, die in ihrer Jugend allesamt Gymnastik betrieben und auf dem Rhönrad turnten, geweckt. Nachdem Kirnbauer Fotos davon gesehen hatte, beschloss sie Tänzerin werden zu wollen. Die Familie ihrer Mutter, die einst selbst Tänzerin war, war jedoch anfangs dagegen, da der Begriff „Tänzerin“ laut Aussage Kirnbauers zur damaligen Zeit eher negativ besetzt war. Die Mutter – der Vater war im Zweiten Weltkrieg gefallen – stellte ihre Tochter in weiterer Folge jedoch einem Fachmann aus dem Freundeskreis vor. Dieser erkannte ebenfalls ihr Talent, woraufhin sie mit acht Jahren in die Ballettschule geschickt wurde. Bereits ein Jahr davor war sie an der Aufnahmsprüfung der Schule gescheitert, da sie zu klein und zu dünn war. Nachdem sie unter anderem bei Nora Kiss, Serge Peretti, Raymond Franchetti, Rosella Hightower oder Marika Besobrasova die Ballettschule der Wiener Staatsoper besucht hatte, engagierte sie, als sie 14 Jahre alt war, das Ballett der Wiener Staatsoper (damals noch als Gruppentänzerin), an der sie ab 1967 als Solotänzerin auftrat und ab 1972 zur Ersten Solotänzerin aufstieg. Bereits 1965 hatte sie einen Gastauftritt beim Grand Ballet Classique de Paris.
Parallel zu ihrer Zeit an der Wiener Staatsoper erhielt sie beim ORF mit Tanzlexikon für Kinder ihre eigene Fernsehsendung, moderierte in dieser Zeit aber auch die Serie Gutes Benehmen wieder gefragt, die sie auch konzipierte. M.U.T. – Mode und Trends (mit Hans Leitinger) sowie Jazz-Gymnastik waren weitere ORF-Formate, in denen Kirnbauer maßgeblich mitwirkte. 1973 trat sie mit ihrem Tanzpartner Michael Birkmeyer in der populären Fernsehshow Dalli Dalli auf. 1981 hatte sie wiederum einen Auftritt in der ARD-Quizsendung Einer wird gewinnen. Daneben hatte sie auch Auftritte in Operetten oder Musicals, wie etwa im Theater an der Wien im Stück Gigi oder als Ida in Die Fledermaus. Als Primaballerina war sie in weiterer Folge bis 1986 aktiv und leitete danach von 1986 bis 1996 unter den Direktoren Eberhard Waechter und Ioan Holender das Ballett der Volksoper Wien. Hier choreographierte sie nicht nur Ballettproduktionen, sondern auch Operetten, und war mit dem Ballett 1991 und 1994 auf Gasttournee in Japan. In späteren Jahren war Kirnbauer als freischaffende Choreographin, Schauspielerin und Autorin tätig. So spielte sie etwa 1998 in der Kleinen Komödie am Kärntnertor im Theaterstück Ein Käfig voller Narren von Jean Poiret mit oder schrieb ein Buch über Rudolf Chametowitsch Nurejew, mit dem sie einst zusammengearbeitet hatte und befreundet war. Außerdem gestaltete Kirnbauer Modeschauen, verschiedene Firmenevents, Tanzeinlagen bei Ballveranstaltungen und Frisurenshows für Bundy Bundy, war aber in späteren Jahren auch auf der Sprechtheaterbühne zu sehen und leitete Tanz-Workshops in Österreich und Griechenland. Zuletzt (Stand: 2022) war sie im Jahr 2019 im Wiener Theatermuseum mit dem Tanzstück Spitze von und mit Doris Uhlich vertreten.
Die vielseitige Tänzerin übernahm im Laufe ihrer Karriere Hauptrollen im klassischen und modernen Repertoire. So hatte sie etwa große Ballerinenrollen im romantisch-klassischen Repertoire, wie etwa die Aurora in Waclaw Orlikowskys Dornröschen (1966), die Titelrolle im gleichnamigen Stück Aschenbrödel (1971; ebenfalls unter Orlikowsky), die Julia in John Crankos Romeo und Julia (1976) oder die Titelrolle der Giselle im gleichnamigen Stück (1980). Außerdem hatte sie klassische „Wiener Rollen“ inne, wie etwa die der Pepi Swoboda in Erich Hankas Hotel Sacher (1967), aber auch tänzerische Bravourpartien wie die Ballerina in Harald Landers Etüden (1968). In späteren Jahren füllte sie auch neoklassische Rollen aus, etwa in George Balanchines Liebeslieder Walzer (1977) oder La Valse (1978) bzw. Rollen der klassischen Moderne, wie etwa in Hans van Manens Grand Trio (1979). Zu den dramatischen Höhepunkten im Laufe ihrer Karriere zählen die Partie der Hagar in Antony Tudors Pillar of Fire (1969) oder das Mädchen in Aurel von Milloss’ Der wunderbare Mandarin (1971). Nach ihrem Karriereende als Aktive schuf sie an der Volksoper fünf abendfüllende Ballettaufführungen: Arthur Schnitzlers Reigen (1988, Musik: Collage), Fanny Elßler – Frau und Mythos (1989, Musik: Witold Silewicz), eine Hommage an die weltberühmte Ballerina Fanny Elßler, Aschenbrödel (1991), Coppélia (1992), 1001 Nacht (1994) und Karneval der Tiere (1994). Ebenfalls 1994 war sie im Rahmen von Relations (Premiere: 20. April 1994, Volksopernballett im Rabenhof) mit den Stücken Turn up! und La Chanson vertreten.
Im Laufe ihres Lebens schuf Kirnbauer auch zahlreiche Gastchoreographien in Österreich, Italien und Deutschland. Hierzu zählen unter anderem die Salzburger Festspiele unter Herbert von Karajan (Don Giovanni, Die Hochzeit des Figaro), das Teatro Giuseppe Verdi in Triest (Ein Walzertraum, Das Land des Lächelns), die Sommerfestspiele Mörbisch (Gräfin Mariza, Eine Nacht in Venedig, Wiener Blut), die Operettenfestwochen Bad Ischl (Gräfin Mariza, Eine Nacht in Venedig, Der Zigeunerbaron, Paganini, Wiener Blut, Die Csárdásfürstin, Der Zarewitsch, Das Land des Lächelns oder das Ballett Katharina Schratt), die Festspiele Feuchtwangen (Der König und ich), am Landestheater Detmold (Die lustige Witwe, Hello, Dolly!, Der Zigeunerbaron, Ein Tango für Toulouse-Lautrec, Der Zarewitsch), am Stadttheater Ulm (Die Csárdásfürstin) oder am Salzburger Landestheater (Orpheus in der Unterwelt, Das Land des Lächelns).

## Auszeichnungen
Beim Festival International de danse in Paris wurde sie im Jahre 1968 mit dem Kritikerpreis ausgezeichnet.
1986 erhielt Kirnbauer das Goldene Ehrenzeichen für Verdienste um die Republik Österreich.
Am 1. September 2022 wurde Kirnbauer für ihre besonderen Leistungen im Bereich des Tanzes und der Choreographie mit dem Goldenen Verdienstzeichen des Landes Wien ausgezeichnet.

## Privates
Susanne Kirnbauer ist seit 1973 mit dem Friseur Hans Bundy (* 8. August 1943), zusammen mit seinem Bruder Georg Bundy (* 8. Februar 1940) Eigentümer der österreichischen Friseurkette Bundy Bundy, verheiratet und tritt seit der Heirat öffentlich mit dem Namen Susanne Kirnbauer-Bundy in Erscheinung. Die beiden haben die gemeinsame Tochter Vanessa (* 1974; verheiratete Vanessa Steinmetz-Bundy), die später in den wirtschaftlichen Bereich des Familienunternehmens einstieg. Nach der Heirat mit dem Friseur Hannes Steinmetz konnten zwei erfolgreiche Wiener Friseurdynastien, die zuvor Konkurrenten waren, näher aneinander gebracht werden. Daneben gründete das Ehepaar, das einen gemeinsamen Sohn hat, 2017 den Steinmetz-Bundy Privatsalon am Wiener Opernring, der Ende des Jahres 2022 um eine weitere Filiale expandierte.